# 에로틱 타잔
《에로틱 타잔》(Jungle Heat, Tarzan-X: Shame Of Jane, Tharzan - La vera storia del figlio della giungla)은 이탈리아에서 제작된 조 다마토 감독의 1994년 드라마 영화이다. 로코 시프레디 등이 주연으로 출연하였다.

## 출연
- 로코 시프레디
- 로사 카라시올로

### 조연
- 니키타